# یوهان سباستیان باخ (نقاش)
یوهان سباستیان باخ (به آلمانی: Johann Sebastian Bach) (زادهٔ ۲۶ سپتامبر ۱۷۴۸ در برلین – درگذشتهٔ ۱۱ سپتامبر ۱۷۷۸ در رم) نقاش آلمانی بود.
او پسر کارل فیلیپ امانوئل باخ و نوهٔ آهنگساز معروف و همنام خود، یوهان سباستیان باخ بود.

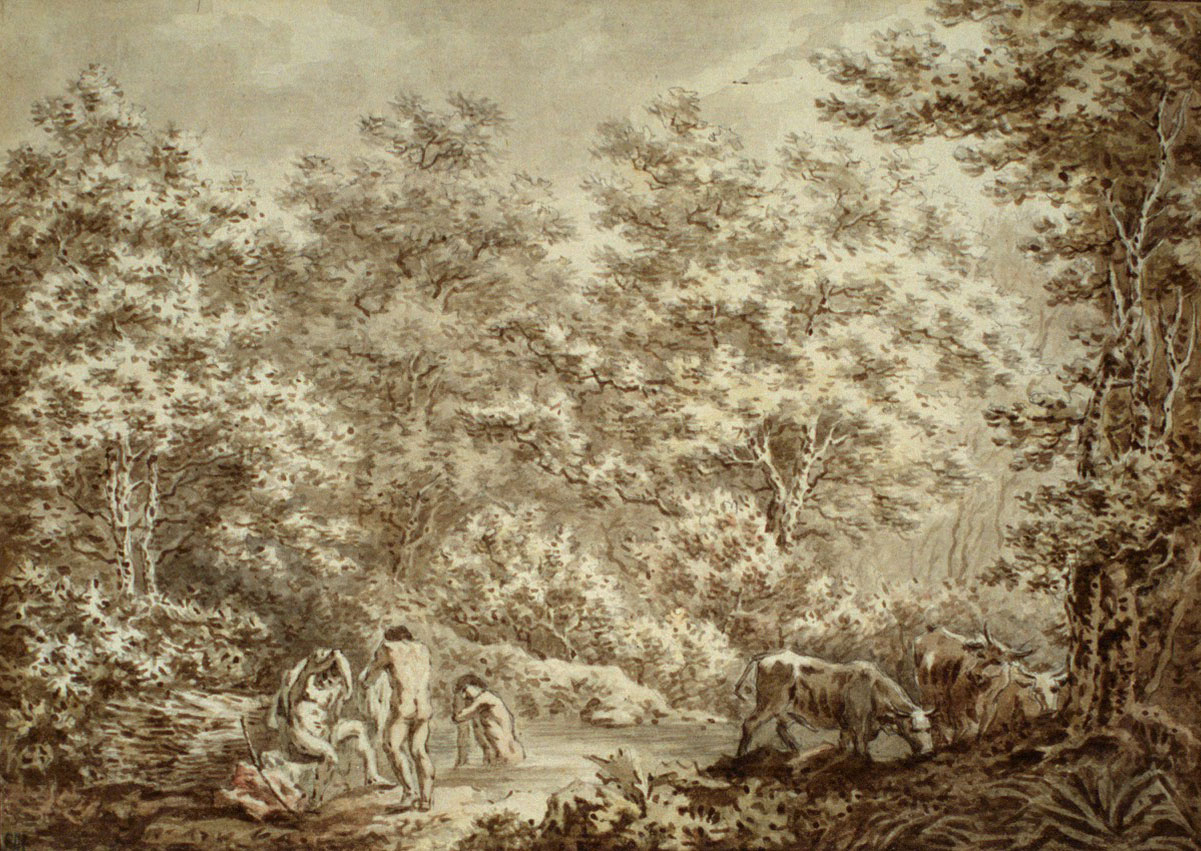
چوپان‌ها در حال آبتنی در یک جنگل، اثر یوهان سباستیان باخ